# Natalia Grigorjevna Jašvili
Kněžna Natalia Grigorjevna Jašvili(ová) (rusky Наталья Григорьевна Яшвиль, roz. Philipson / Филипсон, 28. prosince 1861 Petrohrad[ujasnit] – 12. června 1939 Praha) byla ruská šlechtična provdaná do gruzínského knížecího rodu Jašviliů, malířka ikon, veřejná činitelka, mecenáška umění a vědy.
Po bolševické revoluci v Rusku žila a působila v Praze až do své smrti v roce 1939.